# Ami Popper
Ami Popper (hebräisch: עמי פופר) (geboren am 2. Juni 1969 in Rischon LeZion) ist ein israelischer Kahanist, jüdischer Terrorist und verurteilter Mörder. Popper beging 1990 das Massaker von Oyoun Qara, bei dem er sieben Menschen erschoss. Popper wurde verhaftet und des siebenfachen Mordes angeklagt, wofür er zu lebenslanger Haft verurteilt wurde, die später in 40 Jahre umgewandelt wurde.

## Massaker von Oyoun Qara
Popper, ein aus der israelischen Armee unehrenhaft Entlassener, zog am 20. Mai 1990 die Uniform eines Soldaten der israelischen Armee an, gegen 6:15 Uhr entdeckte er eine Gruppe von 20 palästinensischen Arbeiter aus dem Gazastreifen an der Bushaltestelle von Oyoun Qara in Rischon LeZion, die darauf warteten, von ihren Arbeitgeber in Israel abgeholt zu werden. Er forderte sie auf, sich in einer Reihe aufzustellen, um ihre Ausweise zu kontrollieren. Danach befahl er ihnen sich hinzuknien und eröffnete dann das Feuer mit einem Galil-Sturmgewehr. Popper ermordete sieben Menschen sofort und verwundete weitere elf schwer, bevor er in seinem Auto floh.
Die sieben von Popper ermordeten palästinensischen Arbeiter waren:
- Abed al-Rahim Mohammad Salem Breika, 23 Jahre, aus Chan Yunis
- Ziad Moussa Muhammad Sweid, 23 Jahre, aus Chan Yunis
- Zayid Zeidan Abd al-Hamid al-Umour, 23 Jahre, aus Rafah
- Suleiman Abd al-Razek Abu Anzeh, 22 Jahre, aus Chan Yunis
- Omar Hamdan Ahmad Dehliz, 27 Jahre, aus Rafah
- Zaki Muhammad Muhammadan Qudeih, 35 Jahre, aus Chan Yunis
- Youssef Mansur Ibrahim Abu Duqqa, 36 Jahre, aus Chan Yunis[3]

Als die israelische Polizei am Tatort eintraf verprügelte sie die Überlebenden schwer. Zwei Tage später feierte der rassistische, rechtsnationalistische Rabbiner Meir Kahane aus Brooklyn, New York mit seinen militanten Anhängern des religiösen Zionismus der Kach-Bewegung in Rischon LeZion seine Tat.
Palästinenser in den gesamten israelisch besetzten Gebieten protestierten, was zu Zusammenstößen zwischen Demonstranten und israelischen Sicherheitskräften führte. Bei der Niederschlagung der Proteste wurden weitere sieben Menschen getötet, darunter ein 14-jähriger Junge. Nach einwöchigen Zusammenstößen wurden 19 Palästinenser getötet und rund 700 weitere verletzt.
Premierminister Jitzchak Schamir tat die Morde als einen Akt ohne politische Bedeutung ab, Ami Popper sei nur ein "verstörtes Individuum", das Gericht hielt Popper jedoch für gesund und verhandlungsfähig. Popper erklärte der Polizei zuerst, dass sein Anschlag eine Reaktion auf die Intifada war, und behauptete später, er sei verzweifelt gewesen, weil seine Freundin ihn verlassen hätte. Später behauptete er auch, er sei von einem Araber vergewaltigt worden und habe die Morde aus Scham und dem Wunsch nach Rache begangen. 
Popper wurde angeklagt und im März 1991 wegen siebenfachen Mordes verurteilt. Im Gefängnis heiratete im Juni 1993 eine Kanadierin, die adoptierte Tochter von Rabbi Meir Kahanes Sohn, Benjamin Kahane, Führer der Partei Kahane Chai. Popper und seiner Frau wurden eheliche Besuche gewährt, sie hatten gemeinsam drei Kinder.
Nur acht Jahre nach seiner Verurteilung, im Februar 1999 wurde die siebenfach-lebenslängliche Haftstrafe durch Präsident Schimon Peres in eine 40-jährige Haftstrafe umgewandelt. 2007 erhielt Popper die Möglichkeit, im gelockerten Strafvollzug das Gefängnis vorübergehend zu verlassen. Ende 2012 wurde er vom Maasiyahu-Gefängnis in das Ayalon-Gefängnis verlegt, nachdem er den ehemaligen Präsidenten Moshe Katsav, der eine siebenjährige Haftstrafe wegen Vergewaltigung verbüßte, wiederholt schikaniert hatte.
Am 17. Januar 2007 während eines 48-Stunden-Urlaubs aus dem Gefängnis, verursachte Popper in einem Autounfall, als er eine durchgezogene Linie überfuhr und auf den Gegenverkehr frontal traf. Seine Frau und einer seiner Söhne wurden dabei getötet. Poppers Führerschein war 1999 abgelaufen und er fuhr illegal. Im Dezember 2008 heiratete er erneut und ließ sich dann scheiden. Im Mai 2013 heiratete er seine dritte Frau M., die zuvor Schlagzeilen gemacht hatte, weil sie dem selbsternannten Rabbiner Elior Chen erlaubte, ihre Kinder grausam zu missbrauchen und eine 5-jährige Haftstrafe bekommen hatte. Das Paar heiratete in einer Zeremonie in Jerusalem, nachdem Popper Gefängnisurlaub gewährt wurde.
Laut Haaretz erhielt Poppers Familie finanzielle Unterstützung durch die israelische Nichtregierungsorganisation Honenu und indirekt von steuerlich absetzbaren US-Spenden. Rechtsextreme und orthodoxe Politiker in Israel forderten immer wieder seine Freilassung im Austausch gegen die Freilassung von Palästinensern, die Gewalttaten gegen Israelis begangen haben.